# 仮面マン君
仮面マン君（かめんまんくん、1998年（平成10年）10月2日 - ）は、日本のTikToker、YouTuber、インフルエンサー、タレントである。愛知県出身。現在は関東圏を中心に活動中。「かめきち」という愛称でも呼ばれている。

## 略歴
73万人以上のフォロワー数を持つTikTokクリエイター。
TikTokを始めた頃は、仮面をつけダンスなどをしていた。
。
水溜りボンドの青春動画荘という番組で、バンドマンでYouTuberの「あおいちひろ」とコンビを組み、男女コンビYouTuber「ぽんぽこたろー」の「かめきち」としても活動していた。

## 人物
中学では陸上部、高校ではダンス部に所属しており、小１〜中３までスイミングスクールに通っていた。大学時代はダンスサークルに入り、学祭実行委員を務めた。
ダンス、高クオリティの動画編集、勉強など多くのことをそつなくこなし、多彩な才能をもつ。
意外と優柔不断であるが、慎重派とも言える。
TikTokライブでは、お料理配信も行なっている。

## 出演

### テレビ
- PS純金 (2020年6月)
- うPれ!TikTok (2022年6月)
- Z STUDIO ひまつぶ荘 (2023年1月)
- マッチングBuzzアワード! (2023年6月10日)

### 配信
- 水溜りボンドの青春動画荘（2021年4月16日 - 、ABEMA）[5]
- 7.2 新しい別の窓 （2021年5月2日、ABEMA）

### ミュージックビデオ
- ロッソ・ビ・アンコ - 空想(2022年8月19日) [6]

### CM・広告・イメージモデル
- TikTok Sasashima Studio（2020年11月）[7]